# Thanatta Chawong
Thanatta Chawong (in thailandese ธนัสถา ชาวงษ์; 19 giugno 1989) è una calciatrice thailandese, attaccante del BG Bundit Asia e della nazionale thailandese.

## Carriera

### Nazionale
Inserita in rosa dalla selezionatrice Nuengruethai Sathongwien nella nazionale thailandese, Thanatta Chawong debutta nell'edizione 2015 del Campionato mondiale femminile di calcio segnando la rete del parziale 3-1 contro la Costa d'Avorio nella seconda partita del Gruppo B, incontro poi terminato 3-2 per le asiatiche.

## Palmarès
- Campionato svedese femminile di terza divisione: 1

Östersund: 2014